# 新墩镇
新墩镇，是中华人民共和国甘肃省张掖市甘州区下辖的一个乡镇级行政单位。

## 行政区划
新墩镇下辖以下地区：
流泉村、北关村、白塔村、西关村、青松村、南华村、新墩村、双塔村、园艺村、双堡村、柏闸村、隋家寺村、城儿闸村、花儿村和南闸村。